# Solifluxión

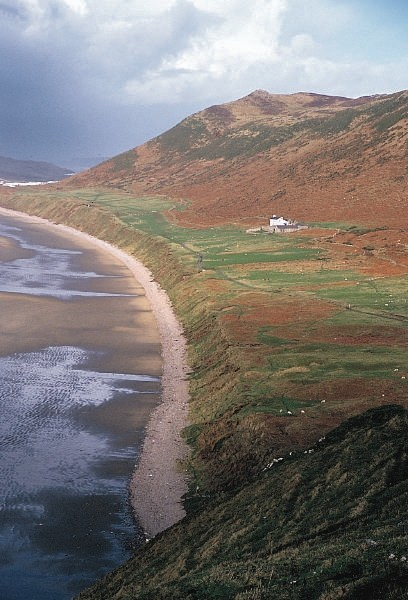
Terraza de solifluxión, formada por el descenso de material por una pendiente y que ha sido cortada por el mar

La solifluxión es el proceso geomorfológico característico de zonas de clima periglaciar (aunque puede darse incluso en los trópicos), consistente en el desplazamiento masivo y lento por gravedad de formaciones arcillosas u otros tipos de suelo sobre el permafrost a causa de la plasticidad y fluidez adquirida por aquellos cuando absorben gran cantidad de agua.
La solifluxión es propia de los suelos que han sido debilitados por la acción recurrente de heladas y, en consecuencia, las características originales del terreno a menudo están muy alteradas. En los climas periglaciares, la alternancia del hielo y del deshielo hace que la arcilla se precipite en forma de capas muy finas, en las cuales es más fácil el deslizamiento. Este puede generalizarse a toda una vertiente de pendiente moderada (solifluxión laminar) o se limita a una parte que, al despegarse, forma un nicho de desprendimiento. En los climas menos fríos, la solifluxión requiere mayores proporciones de arcilla o de marga en el terreno, y las coladas suelen ser de poca extensión.
El agua que empapa al terreno puede provenir del deshielo; en ese caso el fenómeno es calificado de gelifluxión. También puede proceder de infiltraciones del manto freático, pero la mayoría de las veces se trata de aguas pluviales o níveas.
- Datos: Q648379
- Multimedia: Solifluctions / Q648379